# Mayor de plaza
Mayor de plaza era un oficial de estado mayor de plazas que está encargado del detall de una ciudad de guerra, ciudadela, fortaleza, etc. 
En las plazas de primer orden desempeñaba las funciones de tercer jefe de las mismas y suplía para el mando a los tenientes de rey y gobernadores. El mayor de plaza tenía a cargo todos los pormenores de ella, tales como la distribución de los puestos, del santo y seña, de municiones, de víveres, etc. Hacía la primera ronda, estaba encargado del utensilio y suministros. Vigilaba los hospitales, visitaba los parques, almacenes y demás establecimientos militares, tomaba la orden del gobernador y la comunicaba a los cuerpos de la guarnición. En una palabra, estaba encargado de la parte económica y administrativa de la plaza.